# Saint-Sigismond-de-Clermont
Saint-Sigismond-de-Clermont is een gemeente in het Franse departement Charente-Maritime (regio Nouvelle-Aquitaine) en telt 138 inwoners (1999). De plaats maakt deel uit van het arrondissement Jonzac.

## Geografie
De oppervlakte van Saint-Sigismond-de-Clermont bedraagt 5,4 km², de bevolkingsdichtheid is 25,6 inwoners per km².
De onderstaande kaart toont de ligging van Saint-Sigismond-de-Clermont met de belangrijkste infrastructuur en aangrenzende gemeenten.

## Demografie
Onderstaande figuur toont het verloop van het inwonertal (bron: INSEE-tellingen).